# Magnolia rufibarbata
Magnolia rufibarbata är en magnoliaväxtart som först beskrevs av James Edgar Dandy, och fick sitt nu gällande namn av Venkatachalam Sampath Kumar. Magnolia rufibarbata ingår i släktet Magnolia och familjen magnoliaväxter. Inga underarter finns listade i Catalogue of Life.